# Cetro

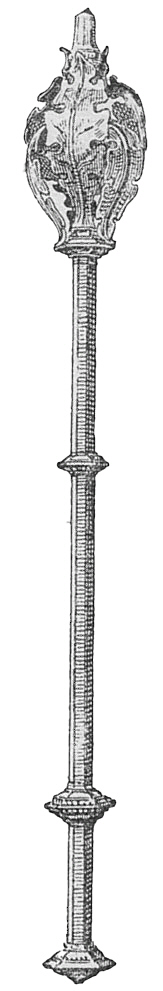

El cetro es un bastón corto usado como emblema de autoridad o distinción de mando, que puede terminar en su parte superior en una figura simbólica. Se trata de bastones de mando asignados a aquellos jefes de elevada autoridad. El arqueólogo Manuel Hermann Lejarazu, en Símbolos de poder, expresa que «tanto en Mesoamérica como en otras partes del mundo uno de los principales atributos del gobernante es representado por el cetro, pues a nivel universal el cetro simboliza el eje del mundo y el centro del cosmos; de tal modo, el soberano que lo porta se constituye a sí mismo como eje rector de ese universo».
Mercedes de la Garza Camino, en «El puesto del gobernante en el cosmos y sus ritos de poder», expresa que «el cetro es, a nivel universal, un modelo reducido del bastón de mando, símbolo vertical que representa primero al hombre y después al hombre poderoso y el poder recibido de los dioses».
Los jefes de muchas naciones han adoptado el cetro a lo largo de los siglos como señal de autoridad, haciéndolo consistir en una vara o bastón más o menos rico y adornado que suele rematar en alguna figura simbólica. Los de la Edad Antigua, que ostentan en sus manos los dioses y emperadores, tienen la forma de asta o pértiga elevada. Los de la Edad Media se presentan más cortos y ricos y los de la Moderna todavía más pequeños y adornados.

## Historia
Los primeros cetros datan del Neolítico, cuando comienzan a aparecer sociedades estructuradas y jerarquizadas. A partir de herramientas agropecuarias, como el mayal, el flagelo o el cayado de pastor, surgieron armas que, a su vez, se convirtieron en símbolos de autoridad. Hay estelas mesopotámicas y egipcias donde los reyes portan mazas que serían el antecedente de los cetros. Por ejemplo, en el Antiguo Egipto, los faraones portaban el llamado nejej (que parece derivar del mayal, simbolizando el poder del faraón sobre la tierra y las cosechas) o —más probablemente— de un flagelo espantamoscas; además llevaban el heqa o cayado (emblema de guía y liderazgo sobre el pueblo, que pasará a la Iglesia con el nombre de báculo, como símbolo pastoral).
Entre los celtíberos se usó una especie de cetro o bastón, distintivo de alguna autoridad según lo revelan hallazgos verificados en sepulturas de distinguidos guerreros. Tenían un remate ancho y triangular de bronce calado y adornado con motivos lineales y alguna figura simbólica. Había también cetros cortos en las civilizaciones antiguas, los cuales pueden considerarse mejor bastones de mando o de distinción propios de magistrados: así son por ejemplo la vara de los centuriones romanos y el cetro que los generales victoriosos llevaban al recibir los honores de triunfo en la magna urbe. En Roma por fin llegaron los emperadores a usar en su trono el pequeño cetro triunfal de los generales.
Entre los antiguos pobladores de la América precolombina, en la actual Nicaragua se menciona el caso del jefe náhuat Agateyte, también conocido como Acatecuhtli, nombre compuesto de acátl, ‘caña’, por extensión, ‘cetro’; y de tecúhtli, cuya metátesis es teuctli, nahualismo Teite, expresa ‘Señor’. Acatecuhtli expresa ‘El Señor de la Caña’  o ‘El Señor del Cetro’.

## Galería

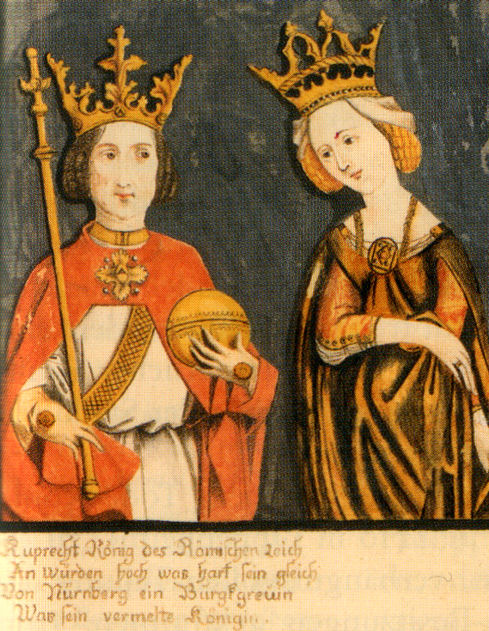
El rey Roberto III de Alemania
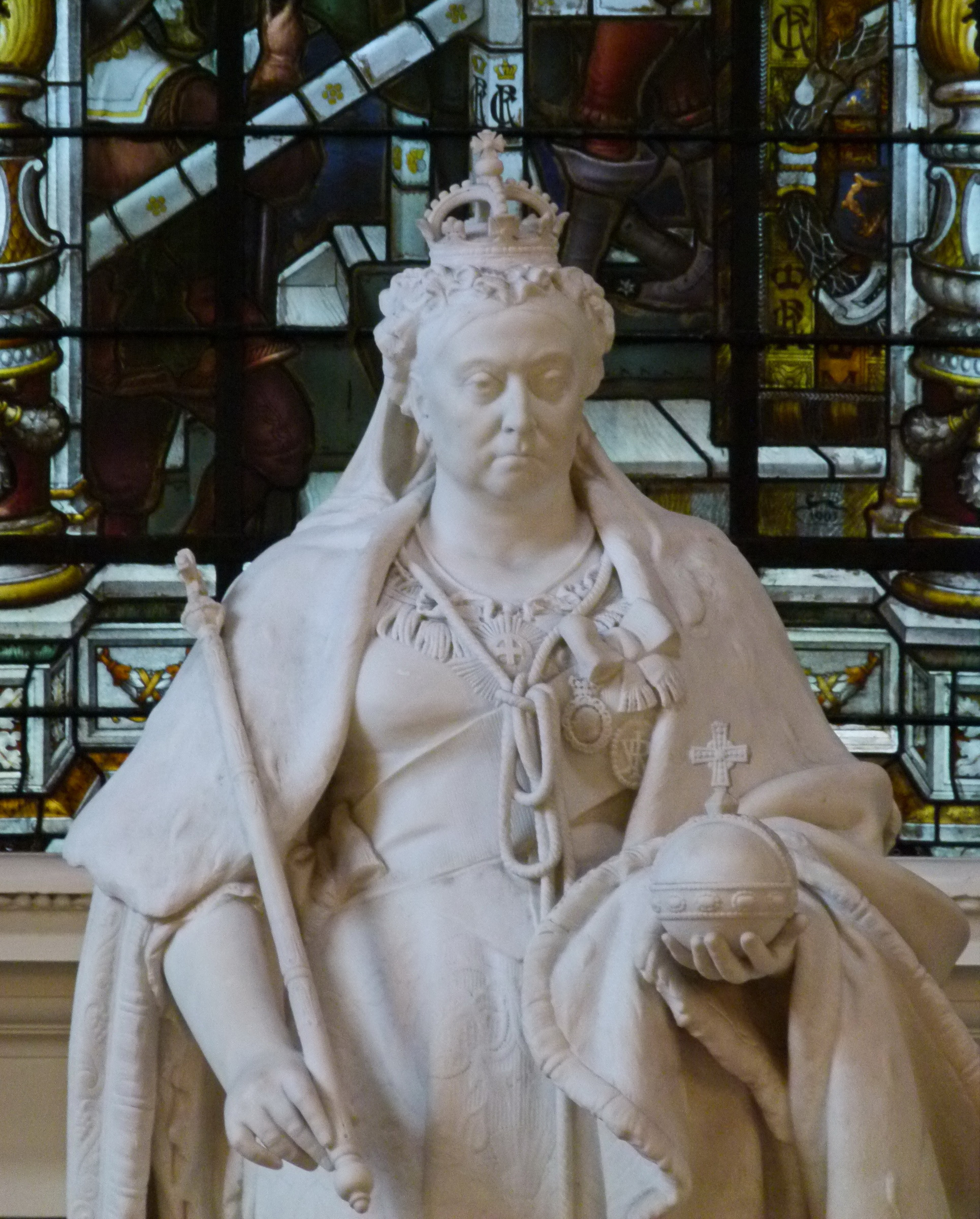
La Reina Victoria con cetro y orbe
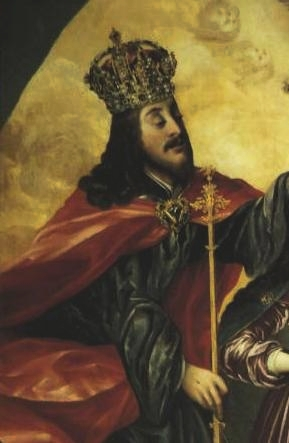
Vladislao IV de Polonia
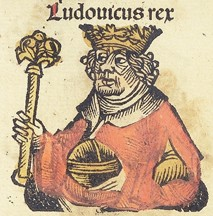
Luis X de Francia con orbe y cetro
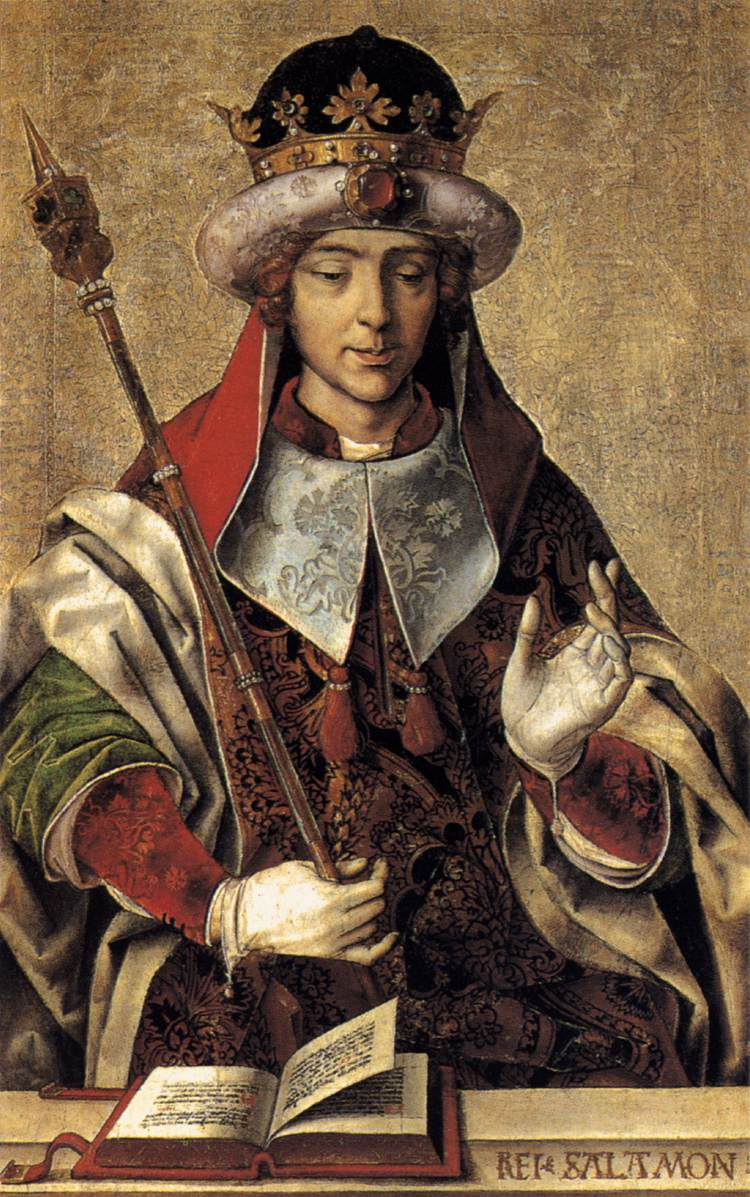
Salomón, Pedro Berruguete, ca. 1500
Escudo de Carlos VI, Emperador del Sacro Imperio
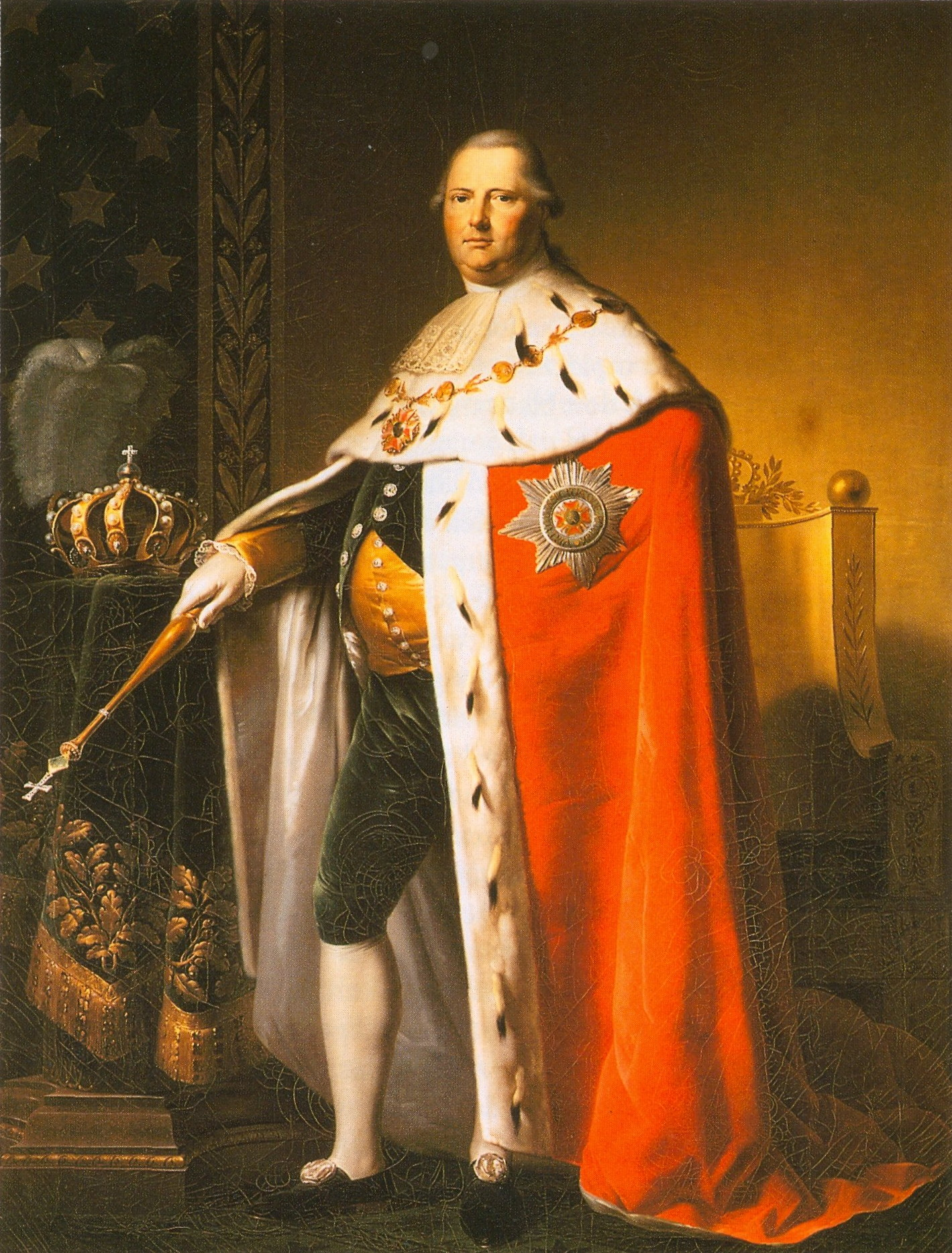
Federico I de Wurtemberg